# カーラ・ブラック
カーラ・ブラック（Cara Black, 1979年2月17日 - ）は、ジンバブエ・ハラレ出身の女子プロテニス選手。2人の兄、バイロン・ブラックとウェイン・ブラックもプロテニス選手で、カーラは3人兄弟の末っ子である。ウィンブルドンを最も得意とする選手で、女子ダブルス部門で3勝を挙げ、2004年ウィンブルドンでは女子ダブルス・混合ダブルスの2部門を制覇した。WTAツアーでシングルス1勝、ダブルス60勝を挙げた。自己最高ランキングはシングルス31位、ダブルス1位。身長167cm、体重55kg。右利き、バックハンド・ストロークは両手打ち。

## 来歴
ブラックの家族は、父親が1953年と1956年にウィンブルドン男子シングルス3回戦に進出した名選手で、自宅のアボカド農園の裏庭に4面の芝生コートを建設した。3人の兄弟はその中でテニスを習得し、末っ子のカーラも父親の手ほどきを受けた。ジュニア選手時代は、4大大会の女子ジュニア部門で1997年のウィンブルドンと全米オープンのシングルス優勝、全仏オープンとウィンブルドンのダブルス優勝があり、ウィンブルドンではジュニア部門の単複制覇を達成している。1998年1月にプロ入りし、この年の全仏オープンから4大大会の本戦に出場している。ブラックの4大大会シングルス自己最高成績は、2001年全仏オープンの4回戦進出である。この時はイタリアのフランチェスカ・スキアボーネに 6-7, 1-6 で敗れた。

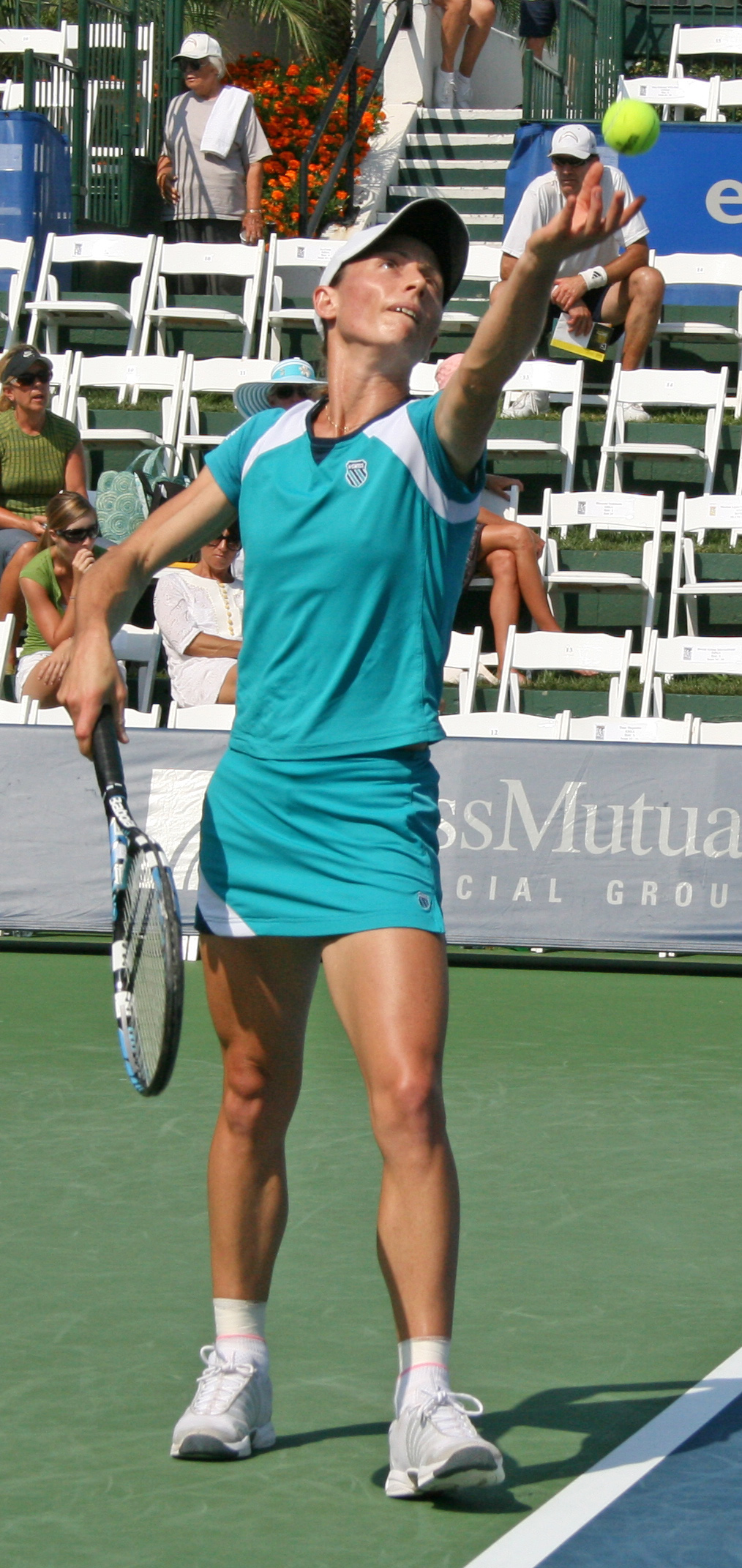
カーラ・ブラックのサービス

カーラ・ブラックのダブルス優勝記録は、2000年1月のニュージーランド・オークランド大会から始まる。2001年9月の「トヨタ・プリンセス・カップ」では南アフリカのリーゼル・フーバーとペアを組み、決勝で杉山愛とキム・クライシュテルスの組を 6-1, 6-3 で破って優勝した。2002年の全仏オープン混合ダブルス部門で、次兄のウェイン・ブラックと組んで初優勝。2004年は彼女のテニス経歴を通じて最も充実した年となり、女子テニスツアー大会のダブルスで年間7勝を記録した。この年のウィンブルドンで、カーラ・ブラックはオーストラリアのレネ・スタブスとペアを組んだ女子ダブルスと、ウェインと組んだ混合ダブルスの2部門制覇を達成した。女子ダブルス決勝では、ブラック&スタブス組は杉山愛&リーゼル・フーバー組を 6-3, 7-6 で破って優勝している。2005年のウィンブルドンでは、カーラはフーバーとペアを組み、決勝でスベトラーナ・クズネツォワ&アメリ・モレスモ組を 6-2, 6-1 で破ってウィンブルドン女子ダブルス2連覇を達成した。
2007年の全豪オープン女子ダブルスで、ブラックとフーバーは台湾ペアの詹詠然&荘佳容組を 6-4, 6-7, 6-1 で破って優勝した。ウィンブルドンの女子ダブルス決勝では杉山愛&カタリナ・スレボトニク組を 3-6, 6-3, 6-2 の逆転で破り、ブラックはウィンブルドンの女子ダブルスで2年ぶり3度目の優勝を成し遂げた。
2008年、ブラックとフーバーは全米オープンで女子ダブルス初優勝を達成した。全米女子ダブルス決勝は、8年前の2000年に杉山愛&ジュリー・アラール＝デキュジス組に敗れた準優勝以来の進出だった。8年ぶりの全米女子ダブルス決勝で、ブラックとフーバーはリサ・レイモンド&サマンサ・ストーサー組を 6-3, 7-6 で破った。ブラックは同大会の混合ダブルスでもリーンダー・パエスと組んで優勝し、女子ダブルス・混合ダブルスの2冠を獲得した。パエスとのペアで2010年全豪オープンと2010年ウィンブルドン選手権の混合ダブルスも制し、4大大会ダブルスでの通算優勝数は女子ダブルス5勝、混合ダブルス5勝の計10勝となった。
2012年4月に2005年に結婚した元オージーフットボール選手ブレット・スティーブンスの間に長男を出産した。
ブラックは2015年ウィンブルドン選手権を最後に公式戦出場が途絶えている。

## WTAツアー決勝進出結果

### シングルス: 2回 (1勝1敗)
| 大会グレード         |
| -------------------- |
| グランドスラム (0–0) |
| ティア I (0–0)       |
| ティア II (0–0)      |
| ティア III (0–0)     |
| ティア IV & V (1–1)  |

| 結果   | No. | 決勝日        | 大会         | サーフェス | 対戦相手         | スコア      |
| ------ | --- | ------------- | ------------ | ---------- | ---------------- | ----------- |
| 準優勝 | 1.  | 2000年1月8日  | オークランド | ハード     | アンネ・クレマー | 4–6, 4–6    |
| 優勝   | 1.  | 2002年9月15日 | ワイコロア   | ハード     | リサ・レイモンド | 7-6(1), 6-4 |

### ダブルス: 109回 (60勝49敗)
| 大会グレード          | 大会グレード                 |
| 2008年以前            | 2009年以後                   |
| --------------------- | ---------------------------- |
| グランドスラム (5-4)  |                              |
| WTAファイナルズ (3-6) |                              |
| ティア I (12–10)      | プレミア・マンダトリー (2-3) |
| ティア I (12–10)      | プレミア5 (3-2)              |
| ティア II (20–13)     | プレミア (3-3)               |
| ティア III (3-5)      | インターナショナル (5-2)     |
| ティア IV ＆ V (4-1)  | インターナショナル (5-2)     |

| 結果   | No. | 決勝日         | 大会                 | サーフェス        | パートナー                     | 対戦相手                                                            | スコア              |
| ------ | --- | -------------- | -------------------- | ----------------- | ------------------------------ | ------------------------------------------------------------------- | ------------------- |
| 準優勝 | 1.  | 1999年6月20日  | スヘルトーヘンボス   | 芝                | クリスティ・ボーグルト         | シルビア・ファリナ リタ・グランデ                                   | 5–7, 6–7(2)         |
| 準優勝 | 2.  | 1999年11月1日  | ケベックシティ       | ハード (室内)     | デビー・グラハム               | エミー・フレージャー ケイティー・シュルークバー                     | 2–6, 3–6            |
| 優勝   | 1.  | 2000年1月3日   | オークランド         | ハード            | アレクサンドラ・フセ           | バルバラ・シュワルツ パトリシア・ワーツシュ                         | 3–6, 6–3, 6–4       |
| 準優勝 | 3.  | 2000年6月12日  | バーミンガム         | 芝                | イリーナ・セリュティナ         | リサ・マクシア レイチェル・マッキラン                               | 3–6, 6–7(5)         |
| 準優勝 | 4.  | 2000年7月30日  | スタンフォード       | ハード            | エミー・フレージャー           | チャンダ・ルビン サンドリーヌ・テスチュ                             | 4-6, 4-6            |
| 準優勝 | 5.  | 2000年9月10日  | 全米オープン         | ハード            | エレーナ・リホフツェワ         | 杉山愛 ジュリー・アラール＝デキュジス                               | 0–6, 6–1, 1–6       |
| 優勝   | 2.  | 2001年1月14日  | ホバート             | ハード            | エレーナ・リホフツェワ         | ルクサンドラ・ドラゴミル ビルヒニア・ルアノ・パスクアル             | 6–4, 6–1            |
| 優勝   | 3.  | 2001年5月6日   | ハンブルク           | クレー            | エレーナ・リホフツェワ         | クベタ・ヘルドリコバ バーバラ・リットナー                           | 6–2, 4–6, 6–2       |
| 準優勝 | 6.  | 2001年5月13日  | ベルリン             | クレー            | エレーナ・リホフツェワ         | エルス・カレンズ メガン・ショーネシー                               | 4–6, 3–6            |
| 優勝   | 4.  | 2001年5月20日  | ローマ               | クレー            | エレーナ・リホフツェワ         | パオラ・スアレス パトリシア・タラビーニ                             | 6–1, 6–1            |
| 優勝   | 5.  | 2001年6月11日  | バーミンガム         | 芝                | エレーナ・リホフツェワ         | キンバリー・ポー ナタリー・トージア                                 | 6–1, 6–1            |
| 準優勝 | 7.  | 2001年6月23日  | イーストボーン       | 芝                | エレーナ・リホフツェワ         | リサ・レイモンド レネ・スタブス                                     | 2–6, 2–6            |
| 優勝   | 6.  | 2001年7月30日  | サンディエゴ         | ハード            | エレーナ・リホフツェワ         | マルチナ・ヒンギス アンナ・クルニコワ                               | 6–4, 1–6, 6–4       |
| 優勝   | 7.  | 2001年8月20日  | ニューヘイブン       | ハード            | エレーナ・リホフツェワ         | エレナ・ドキッチ ナディア・ペトロワ                                 | 6–0, 3–6, 6–2       |
| 優勝   | 8.  | 2001年9月23日  | 東京                 | ハード            | リーゼル・フーバー             | キム・クライシュテルス 杉山愛                                       | 6–1, 6–3            |
| 準優勝 | 8.  | 2001年11月4日  | ミュンヘン           | カーペット (室内) | エレーナ・リホフツェワ         | リサ・レイモンド レネ・スタブス                                     | 5–7, 6–3, 3–6       |
| 準優勝 | 9.  | 2002年3月3日   | スコッツデール       | ハード            | エレーナ・リホフツェワ         | リサ・レイモンド レネ・スタブス                                     | 3–6, 7–5, 6–7(4)    |
| 優勝   | 9.  | 2002年4月7日   | ポルト               | クレー            | イリーナ・セリュティナ         | クリスティ・ボーグルト マギ・セルナ                                 | 7–6(6), 6–4         |
| 準優勝 | 10. | 2002年6月22日  | イーストボーン       | 芝                | エレーナ・リホフツェワ         | リサ・レイモンド レネ・スタブス                                     | 7–6(5), 6–7(6), 2–6 |
| 優勝   | 10. | 2002年9月29日  | バリ                 | ハード            | ビルヒニア・ルアノ・パスクアル | スベトラーナ・クズネツォワ アランチャ・サンチェス・ビカリオ         | 6–2, 6–3            |
| 準優勝 | 11. | 2002年11月11日 | ロサンゼルス         | ハード (室内)     | エレーナ・リホフツェワ         | エレーナ・デメンチェワ ヤネッテ・フサロバ                           | 6–4, 4–6, 3–6       |
| 準優勝 | 12. | 2003年1月5日   | オークランド         | ハード            | エレーナ・リホフツェワ         | アビゲイル・スピアーズ テリン・アシュレイ                           | 2–6, 6–2, 0–6       |
| 優勝   | 11. | 2003年1月12日  | ホバート             | ハード            | エレーナ・リホフツェワ         | バルバラ・シェット パトリシア・ワーツシュ                           | 7–5, 7–6(1)         |
| 準優勝 | 13. | 2003年2月17日  | ドバイ               | ハード            | エレーナ・リホフツェワ         | スベトラーナ・クズネツォワ マルチナ・ナブラチロワ                   | 3–6, 6–7(7)         |
| 優勝   | 12. | 2003年7月27日  | スタンフォード       | ハード            | リサ・レイモンド               | 趙倫貞 フランチェスカ・スキアボーネ                                 | 7–6(5), 6–1         |
| 準優勝 | 14. | 2003年10月12日 | フィルダーシュタット | ハード (室内)     | マルチナ・ナブラチロワ         | リサ・レイモンド レネ・スタブス                                     | 2–6, 4–6            |
| 準優勝 | 15. | 2003年11月2日  | フィラデルフィア     | ハード (室内)     | レネ・スタブス                 | リサ・レイモンド マルチナ・ナブラチロワ                             | 3–6, 4–6            |
| 優勝   | 13. | 2004年1月17日  | シドニー             | ハード            | レネ・スタブス                 | ディナラ・サフィナ メガン・ショーネシー                             | 7–5, 3–6, 6–4       |
| 優勝   | 14. | 2004年2月8日   | 東京                 | カーペット (室内) | レネ・スタブス                 | エレーナ・リホフツェワ マグダレナ・マレーバ                         | 6–0, 6–1            |
| 優勝   | 15. | 2004年2月22日  | アントワープ         | カーペット (室内) | エルス・カレンズ               | ミリアム・カサノバ エレニ・ダニリドゥ                               | 6–2, 6–1            |
| 準優勝 | 16. | 2004年5月22日  | ウィーン             | クレー            | レネ・スタブス                 | リサ・レイモンド マルチナ・ナブラチロワ                             | 2–6, 5–7            |
| 優勝   | 16. | 2004年7月3日   | ウィンブルドン       | 芝                | レネ・スタブス                 | リーゼル・フーバー 杉山愛                                           | 6–3, 7–6(5)         |
| 優勝   | 17. | 2004年7月26日  | サンディエゴ         | ハード            | レネ・スタブス                 | ビルヒニア・ルアノ・パスクアル パオラ・スアレス                     | 4–6, 6–1, 6–4       |
| 優勝   | 18. | 2004年10月10日 | フィルダーシュタット | ハード (室内)     | レネ・スタブス                 | アンナ＝レナ・グローネフェルト ユリア・シュルフ                     | 6–3, 6–2            |
| 優勝   | 19. | 2004年10月24日 | チューリッヒ         | ハード (室内)     | レネ・スタブス                 | ビルヒニア・ルアノ・パスクアル パオラ・スアレス                     | 6–4, 6–4            |
| 準優勝 | 17. | 2004年11月8日  | ロサンゼルス         | ハード            | レネ・スタブス                 | ナディア・ペトロワ メガン・ショーネシー                             | 5–7, 2–6            |
| 優勝   | 20. | 2005年2月20日  | アントワープ         | カーペット (室内) | エルス・カレンズ               | アナベル・メディナ・ガリゲス ディナラ・サフィナ                     | 3–6, 6–4, 6–4       |
| 準優勝 | 18. | 2005年2月26日  | ドーハ               | ハード            | リーゼル・フーバー             | フランチェスカ・スキアボーネ アリシア・モリク                       | 3–6, 4–6            |
| 準優勝 | 19. | 2005年5月2日   | ベルリン             | クレー            | リーゼル・フーバー             | ベラ・ズボナレワ エレーナ・リホフツェワ                             | 6–4, 4–6, 3–6       |
| 優勝   | 21. | 2005年5月15日  | ローマ               | クレー            | リーゼル・フーバー             | マリア・キリレンコ アナベル・メディナ・ガリゲス                     | 6–0, 4–6, 6–1       |
| 準優勝 | 20. | 2005年6月4日   | 全仏オープン         | クレー            | リーゼル・フーバー             | ビルヒニア・ルアノ・パスクアル パオラ・スアレス                     | 6–4, 3–6, 3–6       |
| 優勝   | 22. | 2005年7月3日   | ウィンブルドン       | 芝                | リーゼル・フーバー             | スベトラーナ・クズネツォワ アメリ・モレスモ                         | 6–2, 6–1            |
| 優勝   | 23. | 2005年7月25日  | スタンフォード       | ハード            | レネ・スタブス                 | エレーナ・リホフツェワ ベラ・ズボナレワ                             | 6–3, 7–5            |
| 準優勝 | 21. | 2005年10月2日  | ルクセンブルク       | ハード (室内)     | レネ・スタブス                 | サマンサ・ストーサー リサ・レイモンド                               | 5–7, 1–6            |
| 準優勝 | 22. | 2005年10月16日 | モスクワ             | カーペット (室内) | レネ・スタブス                 | サマンサ・ストーサー リサ・レイモンド                               | 2–6, 4–6            |
| 優勝   | 24. | 2005年10月23日 | チューリッヒ         | ハード (室内)     | レネ・スタブス                 | ダニエラ・ハンチュコバ 杉山愛                                       | 6–7(6), 7–6(4), 6–3 |
| 優勝   | 25. | 2005年11月6日  | フィラデルフィア     | ハード (室内)     | レネ・スタブス                 | サマンサ・ストーサー リサ・レイモンド                               | 6–4, 7–6(4)         |
| 準優勝 | 23. | 2005年11月13日 | ロサンゼルス         | ハード (室内)     | レネ・スタブス                 | サマンサ・ストーサー リサ・レイモンド                               | 7–6(5), 5–7, 4–6    |
| 準優勝 | 24. | 2006年1月7日   | ゴールドコースト     | ハード            | レネ・スタブス                 | ディナラ・サフィナ メガン・ショーネシー                             | 2–6, 3–6            |
| 準優勝 | 25. | 2006年2月5日   | 東京                 | カーペット (室内) | レネ・スタブス                 | サマンサ・ストーサー リサ・レイモンド                               | 2–6, 1–6            |
| 準優勝 | 26. | 2006年2月12日  | パリ                 | カーペット (室内) | レネ・スタブス                 | エミリー・ロワ クベタ・ペシュケ                                     | 6–7(5), 4–6         |
| 優勝   | 26. | 2006年8月6日   | サンディエゴ         | ハード            | レネ・スタブス                 | アンナ＝レナ・グローネフェルト メガン・ショーネシー                 | 6–2, 6–2            |
| 準優勝 | 27. | 2006年8月20日  | モントリオール       | ハード            | アンナ＝レナ・グローネフェルト | ナディア・ペトロワ マルチナ・ナブラチロワ                           | 1–6, 2–6            |
| 準優勝 | 28. | 2006年10月8日  | シュトゥットガルト   | ハード (室内)     | レネ・スタブス                 | リサ・レイモンド サマンサ・ストーサー                               | 3–6, 4–6            |
| 優勝   | 27. | 2006年10月22日 | チューリッヒ         | ハード (室内)     | レネ・スタブス                 | リーゼル・フーバー カタリナ・スレボトニク                           | 7–5, 7–5            |
| 準優勝 | 29. | 2006年11月12日 | マドリード           | ハード (室内)     | レネ・スタブス                 | リサ・レイモンド サマンサ・ストーサー                               | 6–3, 3–6, 3–6       |
| 優勝   | 28. | 2007年1月27日  | 全豪オープン         | ハード            | リーゼル・フーバー             | 詹詠然 荘佳容                                                       | 6–4, 6–7(4), 6–1    |
| 優勝   | 29. | 2007年2月5日   | パリ                 | カーペット (室内) | リーゼル・フーバー             | カブリエラ・ナブラチロバ ブラディミラ・ウーリロバ                   | 6–2, 6–0            |
| 優勝   | 30. | 2007年2月18日  | アントワープ         | カーペット (室内) | リーゼル・フーバー             | エレーナ・リホフツェワ エレーナ・ベスニナ                           | 7–5, 4–6, 6–1       |
| 優勝   | 31. | 2007年2月24日  | ドバイ               | ハード            | リーゼル・フーバー             | スベトラーナ・クズネツォワ アリシア・モリク                         | 7–6(6), 6–4         |
| 準優勝 | 30. | 2007年4月3日   | マイアミ             | ハード            | リーゼル・フーバー             | リサ・レイモンド サマンサ・ストーサー                               | 4–6, 6–3, [2–10]    |
| 優勝   | 32. | 2007年7月8日   | ウィンブルドン       | 芝                | リーゼル・フーバー             | カタリナ・スレボトニク 杉山愛                                       | 3–6, 6–3, 6–2       |
| 優勝   | 33. | 2007年8月5日   | サンディエゴ         | ハード            | リーゼル・フーバー             | ビクトリア・アザレンカ アンナ・チャクベタゼ                         | 7–5, 6–4            |
| 準優勝 | 31. | 2007年8月19日  | トロント             | ハード            | リーゼル・フーバー             | カタリナ・スレボトニク 杉山愛                                       | 4–6, 6–2, [5–10]    |
| 準優勝 | 32. | 2007年8月25日  | ニューヘイブン       | ハード            | リーゼル・フーバー             | サニア・ミルザ マラ・サンタンジェロ                                 | 1–6, 2–6            |
| 優勝   | 34. | 2007年10月14日 | モスクワ             | カーペット (室内) | リーゼル・フーバー             | ビクトリア・アザレンカ タチアナ・ポウチェク                         | 4–6, 6–1, [10–7]    |
| 優勝   | 35. | 2007年10月28日 | リンツ               | ハード (室内)     | リーゼル・フーバー             | カタリナ・スレボトニク 杉山愛                                       | 6–2, 3–6, [10–8]    |
| 優勝   | 36. | 2007年11月11日 | マドリード           | ハード            | リーゼル・フーバー             | カタリナ・スレボトニク 杉山愛                                       | 5–7, 6–3, [10–8]    |
| 優勝   | 37. | 2008年2月17日  | アントワープ         | ハード (室内)     | リーゼル・フーバー             | クベタ・ペシュケ 杉山愛                                             | 6–1, 6–3            |
| 準優勝 | 33. | 2008年2月24日  | ドーハ               | ハード            | リーゼル・フーバー             | レネ・スタブス クベタ・ペシュケ                                     | 1–6, 7–5, [7–10]    |
| 優勝   | 38. | 2008年3月1日   | ドバイ               | ハード            | リーゼル・フーバー             | 晏紫 鄭潔                                                           | 7–5, 6–2            |
| 準優勝 | 34. | 2008年4月6日   | マイアミ             | ハード            | リーゼル・フーバー             | カタリナ・スレボトニク 杉山愛                                       | 5–7, 6–4, [3–10]    |
| 優勝   | 39. | 2008年5月11日  | ベルリン             | クレー            | リーゼル・フーバー             | ヌリア・リャゴステラ・ビベス マリア・ホセ・マルティネス・サンチェス | 3–6, 6–2, [10–2]    |
| 優勝   | 40. | 2008年6月15日  | バーミンガム         | 芝                | リーゼル・フーバー             | ビルヒニア・ルアノ・パスクアル セベリーヌ・ブレモン                 | 6–2, 6–1            |
| 優勝   | 41. | 2008年6月21日  | イーストボーン       | 芝                | リーゼル・フーバー             | クベタ・ペシュケ レネ・スタブス                                     | 2–6, 6–0, [10–8]    |
| 優勝   | 42. | 2008年7月20日  | スタンフォード       | ハード            | リーゼル・フーバー             | エレーナ・ベスニナ ベラ・ズボナレワ                                 | 6–4, 6–3            |
| 優勝   | 43. | 2008年8月3日   | モントリオール       | ハード            | リーゼル・フーバー             | マリア・キリレンコ フラビア・ペンネッタ                             | 6–1, 6–1            |
| 優勝   | 44. | 2008年9月7日   | 全米オープン         | ハード            | リーゼル・フーバー             | サマンサ・ストーサー リサ・レイモンド                               | 6–4, 7–6(6)         |
| 準優勝 | 35. | 2008年10月12日 | モスクワ             | カーペット (室内) | リーゼル・フーバー             | ナディア・ペトロワ カタリナ・スレボトニク                           | 4–6, 4–6            |
| 優勝   | 45. | 2008年10月19日 | チューリッヒ         | ハード (室内)     | リーゼル・フーバー             | アンナ＝レナ・グローネフェルト パティ・シュナイダー                 | 6–1, 7–6(3)         |
| 準優勝 | 36. | 2008年10月26日 | リンツ               | ハード (室内)     | リーゼル・フーバー             | カタリナ・スレボトニク 杉山愛                                       | 4–6, 5–7            |
| 優勝   | 46. | 2008年11月9日  | ドーハ               | ハード            | リーゼル・フーバー             | クベタ・ペシュケ レネ・スタブス                                     | 6–1, 7–5            |
| 優勝   | 47. | 2009年2月15日  | パリ                 | ハード (室内)     | リーゼル・フーバー             | クベタ・ペシュケ リサ・レイモンド                                   | 6–4, 3–6, [10–4]    |
| 優勝   | 48. | 2009年2月22日  | ドバイ               | ハード            | リーゼル・フーバー             | マリア・キリレンコ アグニエシュカ・ラドワンスカ                     | 6–3, 6–3            |
| 優勝   | 49. | 2009年5月16日  | マドリード           | クレー            | リーゼル・フーバー             | クベタ・ペシュケ リサ・レイモンド                                   | 4–6, 6–3, [10–6]    |
| 優勝   | 50. | 2009年6月14日  | バーミンガム         | 芝                | リーゼル・フーバー             | ラケル・コップス＝ジョーンズ アビゲイル・スピアーズ                 | 6–1, 6–4            |
| 優勝   | 51. | 2009年8月16日  | シンシナティ         | ハード            | リーゼル・フーバー             | ヌリア・リャゴステラ・ビベス マリア・ホセ・マルティネス・サンチェス | 6–3, 0–6, [10–2]    |
| 準優勝 | 37. | 2009年9月14日  | 全米オープン         | ハード            | リーゼル・フーバー             | セリーナ・ウィリアムズ ビーナス・ウィリアムズ                       | 2–6, 2–6            |
| 準優勝 | 38. | 2009年11月1日  | ドーハ               | ハード            | リーゼル・フーバー             | ヌリア・リャゴステラ・ビベス マリア・ホセ・マルティネス・サンチェス | 6–7(0), 7–5, [7–10] |
| 優勝   | 52. | 2010年1月9日   | オークランド         | ハード            | リーゼル・フーバー             | ナタリー・グランディン ローラ・グランビル                           | 7–6(4), 6–2         |
| 優勝   | 53. | 2010年1月15日  | シドニー             | ハード            | リーゼル・フーバー             | タチアナ・ガルビン ナディア・ペトロワ                               | 6–1, 3–6, [10–3]    |
| 準優勝 | 39. | 2010年1月29日  | 全豪オープン         | ハード            | リーゼル・フーバー             | セリーナ・ウィリアムズ ビーナス・ウィリアムズ                       | 4–6, 3–6            |
| 準優勝 | 40. | 2010年2月14日  | パリ                 | ハード (室内)     | リーゼル・フーバー             | バルボラ・ザフラボバ・ストリコバ イベタ・ベネソバ                   | 棄権                |
| 準優勝 | 41. | 2010年5月23日  | ワルシャワ           | クレー            | 晏紫                           | ビルヒニア・ルアノ・パスクアル メガン・ショーネシー                 | 3–6, 4–6            |
| 優勝   | 54. | 2010年6月13日  | バーミンガム         | 芝                | リサ・レイモンド               | リーゼル・フーバー ベサニー・マテック＝サンズ                       | 6–3, 3–2 途中棄権   |
| 優勝   | 55. | 2013年1月5日   | オークランド         | ハード            | アナスタシア・ロディオノワ     | ユリア・ゲルゲス ヤロスラワ・シュウェドワ                           | 2–6, 6–2, [10–5]    |
| 準優勝 | 42. | 2013年5月11日  | マドリード           | クレー            | マリーナ・エラコビッチ         | アナスタシア・パブリュチェンコワ ルーシー・サファロバ               | 2–6, 4–6            |
| 準優勝 | 43. | 2013年5月25日  | ストラスブール       | クレー            | マリーナ・エラコビッチ         | クルム伊達公子 シャネル・シェパーズ                                 | 4–6, 6–3, [12–14]   |
| 準優勝 | 44. | 2013年6月16日  | バーミンガム         | 芝                | マリーナ・エラコビッチ         | アシュリー・バーティ ケーシー・デラクア                             | 5–7, 4–6            |
| 優勝   | 56. | 2013年9月28日  | 東京                 | ハード            | サニア・ミルザ                 | 詹皓晴 リーゼル・フーバー                                           | 4–6, 6–0, [11–9]    |
| 優勝   | 57. | 2013年10月5日  | 北京                 | ハード            | サニア・ミルザ                 | ベラ・ドゥシェビナ アランチャ・パラ・サントンハ                     | 6–2, 6–2            |
| 準優勝 | 45. | 2014年3月15日  | インディアンウェルズ | ハード            | サニア・ミルザ                 | 彭帥 謝淑薇                                                         | 6–7(5), 2–6         |
| 準優勝 | 46. | 2014年4月27日  | シュトゥットガルト   | クレー            | サニア・ミルザ                 | サラ・エラニ ロベルタ・ビンチ                                       | 2–6, 3–6            |
| 優勝   | 58. | 2014年5月3日   | オエイラス           | クレー            | サニア・ミルザ                 | エバ・ハルディノバ バレリア・ソロビエワ                             | 6–4, 6–3            |
| 準優勝 | 47. | 2014年8月10日  | モントリオール       | ハード            | サニア・ミルザ                 | サラ・エラニ ロベルタ・ビンチ                                       | 6–7(4), 3–6         |
| 優勝   | 59. | 2014年9月20日  | 東京                 | ハード            | サニア・ミルザ                 | ガルビネ・ムグルサ カルラ・スアレス・ナバロ                         | 6–2, 7–5            |
| 準優勝 | 48. | 2014年9月27日  | 武漢                 | ハード            | キャロリン・ガルシア           | マルチナ・ヒンギス フラビア・ペンネッタ                             | 4–6, 7–5, [10–12]   |
| 準優勝 | 49. | 2014年10月4日  | 北京                 | ハード            | サニア・ミルザ                 | アンドレア・フラバーチコバ 彭帥                                     | 4–6, 4–6            |
| 優勝   | 60. | 2014年10月26日 | シンガポール         | ハード (室内)     | サニア・ミルザ                 | 謝淑薇 彭帥                                                         | 6–1, 6–0            |

## 4大大会ダブルス優勝
- 全豪オープン 女子ダブルス：1勝（2007年）/混合ダブルス：1勝（2010年）
- 全仏オープン 混合ダブルス：1勝（2002年） ［女子ダブルス準優勝1度：2005年］
- ウィンブルドン 女子ダブルス：3勝（2004年&2005年・2007年）/混合ダブルス：1勝（2004年&2010年）
- 全米オープン 女子ダブルス：1勝（2008年）/混合ダブルス：1勝（2008年）

## 4大大会シングルス成績
略語の説明
| W | F | SF | QF | #R | RR | Q# | LQ | A | Z# | PO | G | S | B | NMS | P | NH |

W=優勝, F=準優勝, SF=ベスト4, QF=ベスト8, #R=#回戦敗退, RR=ラウンドロビン敗退, Q#=予選#回戦敗退, LQ=予選敗退, A=大会不参加, Z#=デビスカップ/BJKカップ地域ゾーン, PO=デビスカップ/BJKカッププレーオフ, G=オリンピック金メダル, S=オリンピック銀メダル, B=オリンピック銅メダル, NMS=マスターズシリーズから降格, P=開催延期, NH=開催なし.
| 大会           | 1998 | 1999 | 2000 | 2001 | 2002 | 2003 | 2004 | 2005 | 2006 | 通算成績 |
| -------------- | ---- | ---- | ---- | ---- | ---- | ---- | ---- | ---- | ---- | -------- |
| 全豪オープン   | LQ   | 1R   | 2R   | 2R   | 2R   | 1R   | 2R   | LQ   | 1R   | 4–7      |
| 全仏オープン   | 2R   | 1R   | 2R   | 4R   | 1R   | 2R   | 1R   | LQ   | A    | 6–7      |
| ウィンブルドン | 3R   | 1R   | 2R   | 1R   | 1R   | 3R   | 1R   | 3R   | 1R   | 7–9      |
| 全米オープン   | 2R   | 1R   | 1R   | 1R   | 2R   | 1R   | 2R   | LQ   | A    | 3–7      |